# Kretek

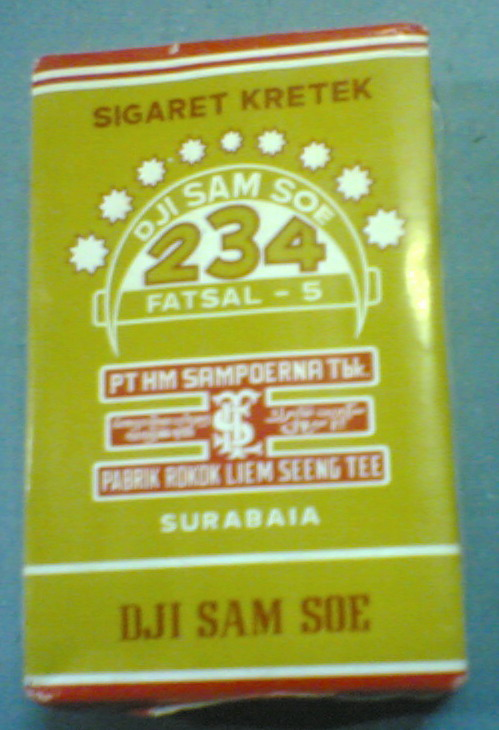
234 cigarettes

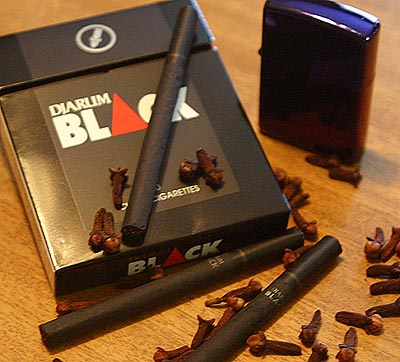
Djarum

Les kreteks, souvent appelées cigarettes aux clous de girofle, sont des cigarettes indonésiennes faites d'un mélange complexe de tabac, de clou de girofle et d'une « sauce » aromatique. Elles ont été inventées à Java vers 1880 et ont conquis 90 % des fumeurs du pays. Leur nom est une onomatopée reproduisant le crépitement que font les clous de girofle quand ils brûlent dans la cigarette. L'extrémité de ces cigarettes ou de leur filtre est généralement sucrée.

## Histoire
C'est dans un but médicinal que, au début des années 1880, Haji Jamhari, souffrant d'asthme, inventa les kreteks : il s'agissait de diffuser dans les poumons l'eugénol contenu dans le clou de girofle. Le remède soulageant ses douleurs de poitrine, il commença à commercialiser son invention dans les pharmacies locales de sa ville, Kudus. Cependant, il mourut en 1890 avant de profiter du potentiel commercial de son invention. Par la suite, c'est un M. Nitisemito, un autodidacte, qui initia l'industrie des kreteks durant le premier quart du vingtième siècle.
Nitisemito a eu l'idée de mixer les ingrédients et d'emballer les cigarettes pour les vendre comme un produit fini sous un nom de marque défini. Il a essayé un nombre de noms avant de choisir le nom de marque Bal Tiga et en 1906, il crée sa propre société, baptisée Bal Tiga Nitisemito.

## Économie
D'après l'association des producteurs de cigarettes indonésiens, le secteur comptait près de 730 producteurs enregistrés de cigarettes kreteks implantés à Java. 
Au cours des années 1990, les usines de kreteks employaient des femmes pour le roulage à la main et des hommes pour les cigarettes roulées par machines.
Aujourd'hui, les usines de kreteks représentent 180 000 emplois en Indonésie et consomment à elles seules 95 % de la production mondiale de clous de girofle. Les deux plus grands fabricants de kreteks sont actuellement Sampoerna et Gudang Garam. En France, les seules marques commercialisées sont Djarum et Gudang Garam[source insuffisante], elles n'étaient disponibles que chez quelques buralistes seulement (Plus depuis l'interdiction des cigarettes aromatisées).

## Effets sur la santé
Les effets comparés des kreteks sur la santé par rapport aux cigarettes classiques demeurent incertains. Des études ont montré que malgré la plus faible[Information douteuse] teneur en nicotine des kreteks, elles en diffusent plus dans le sang que les cigarettes classiques. La teneur en nicotine et en monoxyde de carbone dans le plasma sanguin ne semble pas être différente selon que l'on consomme des kreteks ou des cigarettes classiques.
Les kreteks contiennent de 2 490  à   37 900 μg d'eugénol par cigarette et certaines marques de kreteks contiennent de 9,2  à   215 μg de coumarine par cigarette (pour l'Autorité européenne de sécurité des aliments, la dose journalière acceptable est 100 μg·kg-1 de poids corporel).